# Углынь
Углынь — деревня сельского поселения Волковское Рузского района Московской области. Численность постоянно проживающего населения — 2 человека на 2006 год). До 2006 года Углынь входила в состав Волковского сельского округа.
Деревня расположена на северо-востоке района, примерно в 17 километрах северо-восточнее Рузы, на левом берегу реки Озерна. Ближайший населённый пункт — деревня Михайловское в 0,7 км на северо-запад, высота центра над уровнем моря 207 м.